# 3rd Round Knockout
3rd Round Knockout è il terzo album della band Chrome Division, pubblicato nel 2011.

## Tracce
1. Bulldogs Unleashed – 3:48
2. 7 G-strings – 4:05
3. Join The Ride – 5:04
4. Unholy Roller – 3:41
5. Zombies And Monsters – 3:38
6. Fight – 3:35
7. The Magic Man – 4:55
8. Long Distance Call Girl – 4:21
9. Ghost Rider In The Sky (Johnny Cash Cover) – 3:35
10. Satisfy My Soul – 5:07

## Formazione
- Shagrath - chitarra e seconda voce
- Luna - basso e seconda voce
- Eddie Guz - voce solista
- Ricky Black - chitarra solista e seconda voce
- Tony White - batteria